# Stazione di Saintes
La stazione di Saintes (in francese Gare de Saintes) è una stazione ferroviaria della ferrovia Chartres-Bordeaux e capolinea della ferrovia Nantes-Saintes e della ferrovia Saintes-Royan.

## Storia
La stazione di Saintes fu messa in servizio il 15 aprile 1867 dalla Compagnie des chemins de fer des Charentes, quando fu aperta la tratta da Rochefort a Saintes. Il 31 maggio 1867 dalla tratta da Saintes a Cognac.
Solo il 1º giugno 1911 fu inaugurata il tratto Saint-Jean-d'Angély-Saintes, seguita il 1º luglio 1912 da quella da Saintes-Saujon.